# Golf (Florida)
Golf ist eine Gemeinde im Palm Beach County im US-Bundesstaat Florida. Das U.S. Census Bureau hat bei der Volkszählung 2020 eine Einwohnerzahl von 255 ermittelt.
Die Gemeinde befindet sich etwa 25 km südlich von West Palm Beach.

## Demographische Daten
Laut der Volkszählung 2010 verteilten sich die damaligen 252 Einwohner auf 167 Haushalte. Die Bevölkerungsdichte lag bei 114,5 Einw./km². 99,6 % der Bevölkerung bezeichneten sich als Weiße und 0,4 % als Afroamerikaner. 0,8 % der Bevölkerung bestand aus Hispanics oder Latinos.
Im Jahr 2010 lebten in 3,0 % aller Haushalte Kinder unter 18 Jahren sowie 80,7 % aller Haushalte Personen mit mindestens 65 Jahren. 73,3 % der Haushalte waren Familienhaushalte (bestehend aus verheirateten Paaren mit oder ohne Nachkommen bzw. einem Elternteil mit Nachkomme). Die durchschnittliche Größe eines Haushalts lag bei 1,87 Personen und die durchschnittliche Familiengröße bei 2,15 Personen.
4,0 % der Bevölkerung waren jünger als 20 Jahre, 4,0 % waren 20 bis 39 Jahre alt, 11,6 % waren 40 bis 59 Jahre alt und 80,6 % waren mindestens 60 Jahre alt. Das mittlere Alter betrug 72 Jahre. 50,4 % der Bevölkerung waren männlich und 49,6 % weiblich.
Das durchschnittliche Jahreseinkommen lag bei 206.250 $, dabei lebte niemand unter der Armutsgrenze.
Im Jahr 2000 war Englisch die Muttersprache von 100 % der Bevölkerung.